# AgustaWestland Project Zero
AgustaWestland Project Zero ist ein auf der Pariser Luftfahrtschau 2013 vorgestelltes Einsitzer-Elektroflugzeug mit Kipp-Propellern des italienischen Herstellers AgustaWestland (heute Leonardo).
Das mit kippbaren Mantelpropellern ausgerüstete Wandelflugzeug kann rein Akku-betrieben senkrecht starten und landen. Neben dem elektrischen Antrieb wurde auch ein Hybridantrieb aus Diesel- und Elektromotor entwickelt. Das Flugzeug besteht aus kohlenstofffaserverstärkten Kunststoffen und kommt vollkommen ohne Hydraulik aus. Wie das Unternehmen auf der Heli-Expo 2013 in Las Vegas bekannt gab, flog das futurische Fluggerät im Juni 2011 das erste Mal. Die äußeren Tragflächen lassen sich abnehmen, falls Missionen anstehen, die hauptsächlich im Hubschraubermodus durchgeführt werden.
Die Entwicklung war ein Skunk works-Projekt in Zusammenarbeit mit SELEX Galileo; das Patent hält James Wang, der Vizepräsident der Forschungs- und Entwicklungsabteilung von AugustaWestland. Im Juni 2014 wurde das Projekt mit dem Achievement Award des American Helicopter Museum and Education Centers ausgezeichnet.